# Beilschmiedia gammieana
Beilschmiedia gammieana là loài thực vật có hoa trong họ Nguyệt quế. Loài này được King ex Hook.f. miêu tả khoa học đầu tiên năm 1886.